# Torrington (Wyoming)
Torrington es una ciudad ubicada en el condado de Goshen en el estado estadounidense de Wyoming. Es sede del condado de Goshen. En el año 2010 tenía una población de 6.501 habitantes y una densidad poblacional de 699.03 personas por km².

## Geografía
Torrington se encuentra ubicada en las coordenadas 42°3′54.61″N 104°10′33.42″O / 42.0651694, -104.1759500. Según la Oficina del Censo, la localidad tiene un área total de 9,3 km² (3,6 mi²), de la cual 9,3 km² (3,6 mi²) es tierra y 0 km² (0 mi²) (0.0%) es agua.

### Localidades adyacentes
El siguiente diagrama muestra a las localidades en un radio de 36 kilómetros (22,4 mi) de Torrington.

## Demografía
En el 2000 la renta per cápita promedia del hogar era de $30.136, y el ingreso promedio para una familia era de $40.750. El ingreso per cápita para la localidad era de $16.026. En 2000 los hombres tenían un ingreso per cápita de $31.058 contra $20.101 para las mujeres. Alrededor del 13.30% de la población estaba bajo el umbral de pobreza nacional.